# キャッツ&カンパニー
『キャッツ&カンパニー』（Heathcliff）は、アメリカ合衆国のコミック・ストリップであるヒースクリフを原作としたテレビアニメ。1984年から1985年にかけて放送された。

## 概要
1980年のテレビアニメ『ヒースクリフ』に続いて2回目のテレビアニメ化が行われたのが本作である。前作はアメリカ国内でルビー・スピアーズによって制作されたが、本作はフランス、カナダ、日本の企業が制作に関わっており合作作品として制作された。
日本では1984年に「ジ・アニメ」84年10月号にて東京ムービーが海外向けに制作した作品の一つとして掲載され、5年後の1989年9月3日にNHK衛星第2テレビジョンにて日本初放送となった（1991年の放送は89年度の再放送）。
その後、1996年に声優陣を一新して再収録を行った既存のエピソードと初放送のエピソードを混ぜて1997年4月8日まで一年間放送された。
2023年現在、日本国内での映像ソフトやネット配信でのリリースは行われていない。

## ストーリー
ウェストフィンスターと呼ばれる町で繰り広げられるオレンジ色の猫、ヒースクリフによる日常の物語（Aパート）。
同じ町の別の場所にある廃品置き場に住む猫のグループ、キャティラックキャッツによる騒動や事態解決の物語（Bパート）。
なお、どちらも同一世界の中で話が展開されるが、ヒースクリフとリフラフ（及びクレオ）が本編で共演する場面は描かれていない。

## 登場キャラクター
ヒースクリフ (Heathcliff)
声 - 青野武（89年）、中尾隆聖（96年） / 英 - メル・ブランク
虎のような縞模様のオレンジ色の猫で本作の主人公。頭の回転が速く、よく食べ物を盗んでトラブルを起こすことがある。ソーニャ（声 - 玉川紗己子（89年）、中村尚子（96年））というガールフレンドがいる。
リフラフ (Riff-Raff)
声 - 大塚芳忠（89年）、斉藤祐子（96年） / 英 - スタン・ジョーンズ
キャティラックキャッツ側の主人公。キャティラックキャッツのメンバー及びリーダーとして行動する。ガールフレンドのクレオとは相思相愛の仲だが、一部の回では他の女性に目移りして一悶着起こす場面もある。服装は青色の帽子とスカーフを常に身に付けている。
ヘクター (Hector)
声 - ?（89年）、西村朋紘（96年） / 英 - ダニー・マン
キャティラックキャッツのメンバーの一人。正直な面もあるが、時には皮肉めいた発言をすることもある。
ワーズワース (Wordsworth)
声 - ?（89年）、鈴木琢磨（96年） / 英 - スタン・ジョーンズ
キャティラックキャッツのメンバーの一人。主に情報屋としてキャティラックキャッツをサポートする。音楽が好きということもあってか韻を踏んで話す場面が多い。
マンゴー (Mungo)
声 - ?（89年）、永野広一（96年） / 英 - テッド・ジーグラー
キャティラックキャッツのメンバーの一人。力持ちで料理を作ることも出来る。
クレオ (Cleo)
声 - 川村万梨阿（89年）、兵藤まこ（96年） / 英 - ドナ・クリスティー
キャティラックキャッツのメンバー唯一の女性。いとこにルルベルとリンゼイがいる。初登場回では飼い主がいる発言があったが以降の回では飼い主に関することは一切描写されていない。

## スタッフ
- 原作 - ジョージ・ゲートリー
- 総監督 - ブルーノ・ビアンキ
- 副監督 - 比留間敏之
- シリーズ構成 - アラン・スウェイジ（S1）、ジャック・オレスカー（S2）
- キャラクターデザイン - ブルーノ・ビアンキ、クリスチャン・ショクエ、バイロン・ヴォーンズ（S1）、ステファン・マルティニエール（S2）
- 制作担当 - 青野史郎（東京ムービー新社）、W.R.コワルチュク・ジュニア、ディック・ブラウン、ビクター・ヴィレガス、フジモト・ミツヤ、ジェームズ・ワン（ワン・フィルム）、ジョン・オサリヴァン・フランシス・ジュニア（S2）、サム・キム（S2）
- 制作進行（S2） - 赤川茂（K.K.DIC）、戸井田博史（K.K.DIC）
- 動画 - 荒木プロダクション、虫プロダクション、スタジオ古留美、スタジオテイク
- 音楽 - シュキ・レヴィ、ハイム・サバン
- 製作総指揮 - ジャン・シャロピン、アンディ・ヘイワード、片山哲生（K.K.DIC）
- アニメーション制作 - 東京ムービー新社（S1）、K.K.DIC（S2）、ワン・フィルム・プロダクション（制作協力）
- 製作 - DICオーディオビジュアル、ICC・TVプロダクション、FR3、マクノート・シンジケート
- 配給 - LBSコミュニケーションズ

## 主題歌
オープニングテーマ - 『ヒースクリフ』
作詞 / 作曲 - シュキ・レヴィ、ハイム・サバン / 歌 - ノアム・カニエル

## 劇場版
『Heathcliff: The Movie』として1986年1月17日にアメリカで公開された。
テレビシリーズの一部エピソードを回想で振り返る形式でほぼ総集編のような内容となっている。